# Distichus
Distichus is een geslacht van kevers uit de familie van de loopkevers (Carabidae). De wetenschappelijke naam van het geslacht is voor het eerst geldig gepubliceerd in 1858 door Motschulsky.

## Soorten
Het geslacht Distichus omvat de volgende soorten:
- Distichus amazonicus Banninger, 1933
- Distichus angustiformis (Chaudoir, 1880)
- Distichus becvari Dostal, 1999
- Distichus bisquadripunctatus Klug, 1862
- Distichus bolivianus Banninger, 1933
- Distichus borneensis Banninger, 1928
- Distichus dicaelus Chaudoir, 1880
- Distichus differens (Banninger, 1956)
- Distichus ebeninus (Lynch, 1878)
- Distichus evasus Banninger, 1932
- Distichus gagatinus (Dejean, 1831)
- Distichus granulipygus Bates, 1891
- Distichus khalafi Ali, 1967
- Distichus lacordairei (Dejean, 1831)
- Distichus laticeps Andrewes, 1929
- Distichus macleayi Andrewes, 1919
- Distichus mahratta (Andrewes, 1929)
- Distichus mediocris (Fairmaire, 1901)
- Distichus morio (Dejean, 1831)
- Distichus nevermanni (Banninger, 1938)
- Distichus octocoelus (Chaudoir, 1855)
- Distichus orientalis (Bonelli, 1813)
- Distichus pachycerus Chaudoir, 1880
- Distichus parvus Wiedemann, 1823
- Distichus perrieri (Fairmaire, 1901)
- Distichus peruvianus (Dejean, 1831)
- Distichus picicornis Dejean, 1831
- Distichus planus Bonelli, 1813
- Distichus platyops (Andrewes, 1932)
- Distichus punctaticeps (Lynch, 1878)
- Distichus puncticollis (Chaudoir, 1855)
- Distichus rectifrons Bates, 1892
- Distichus semicarinatus (Chaudoir, 1880)
- Distichus septentrionalis Bates, 1881
- Distichus smithi (Linell, 1898)
- Distichus striaticeps Chaudoir, 1880
- Distichus trivialis Chaudoir, 1880
- Distichus uncinatus Andrewes, 1923